# Beleg van Boeda (1686)
Het beleg van Boeda  vond plaats van 7 juni tot 22 augustus of 2 september 1686 toen troepen van de Heilige Liga en het Habsburgse Rijk onder leiding van hertog Karel V van Lotharingen en maarschalk James FitzJames
 na een desastreuze belegering van zes tot tien weken de stad Boeda - in het verleden ook bekend onder de Duitse naam Ofen - veroverden op het Ottomaanse Rijk.

## Achtergrond
Na de Ottomaanse overwinning in de Slag bij Mohács (1526) werd Boeda geplunderd door Ottomaanse troepen, maar pas in 1541 werd de stad en omgeving ingelijfd bij het Ottomaanse Rijk. Dit markeerde het beginpunt van Ottomaans Hongarije met Boeda als provinciale hoofdstad. De kerken van Boeda, waaronder de bekende Matthiaskerk, werden omgevormd in moskeeën. Daarnaast bouwden de Ottomanen vele Turkse badhuizen.
Na de Ottomaanse nederlaag bij het Beleg van Wenen (1683) gingen de troepen van de Heilige Liga in het offensief en belegerden Boeda in 1684, maar de belegering had geen succes. Pas twee jaar later, in 1686, werd de stad veroverd, wat gepaard ging met geleidelijke complete verwoesting en ontvolking van de stad. Ook veel van de Turkse badhuizen en Turkse architectuur van de stad overleefden de belegering niet.

### Joden van Boeda
De Ottomaanse overheersing van Hongarije na 1541 bracht een heropleving van de Joodse gemeenschap in Boeda met zich mee. Volgens de fiscale registers waren er in 1546 50 Joodse belastingbetalers en meer dan 100 in 1590. De Joden, hoewel tweederangsburgers, werden door de Ottomaanse heersers beter behandeld dan door de Habsburgse heersers. Zo genoten zij bijvoorbeeld officiële staatsbescherming en een veilige sociale status, evenals een hoog niveau van religieuze en administratieve autonomie. Dit was ongetwijfeld ook de belangrijkste motivatie voor de Joden van Boeda om deel te nemen aan de verdediging van de stad tijdens de belegering. Hierdoor werden de Joden door de Habsburgers als bondgenoten van de Ottomanen beschouwd. Dat leidde tot repressieve maatregelen zoals het verbod voor Joden om bepaalde steden zoals Breslau binnen te treden en in andere gevallen gedwongen migratie.
Na de val van de stad werden veel Joden gedood door plunderende soldaten, terwijl degenen die overleefden, naar Wenen, Bratislava of Mikulov werden gestuurd.

## Belegering

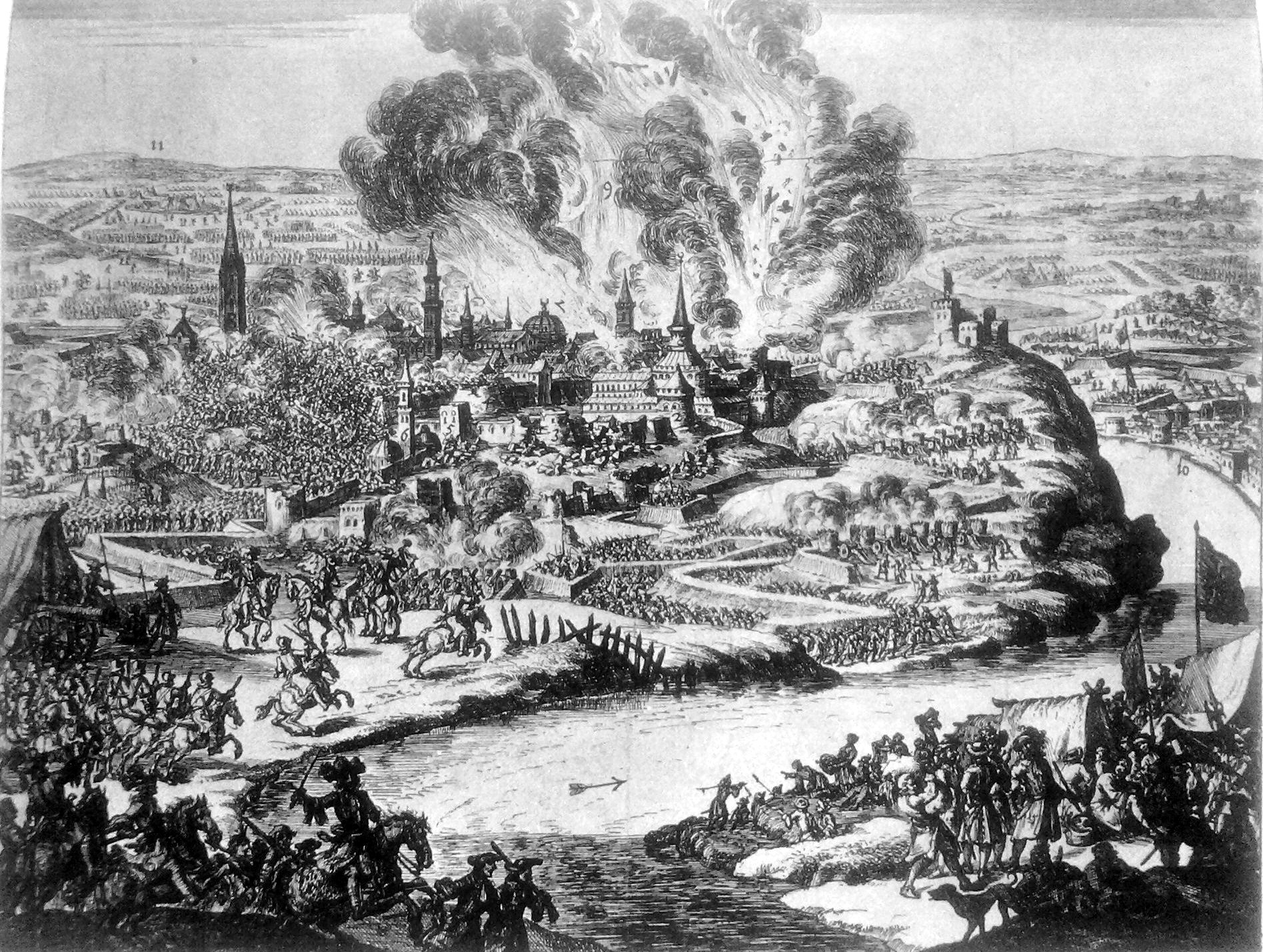
De belegering van Boeda (1686) afgebeeld in een 17e-18e-eeuwse tekening.

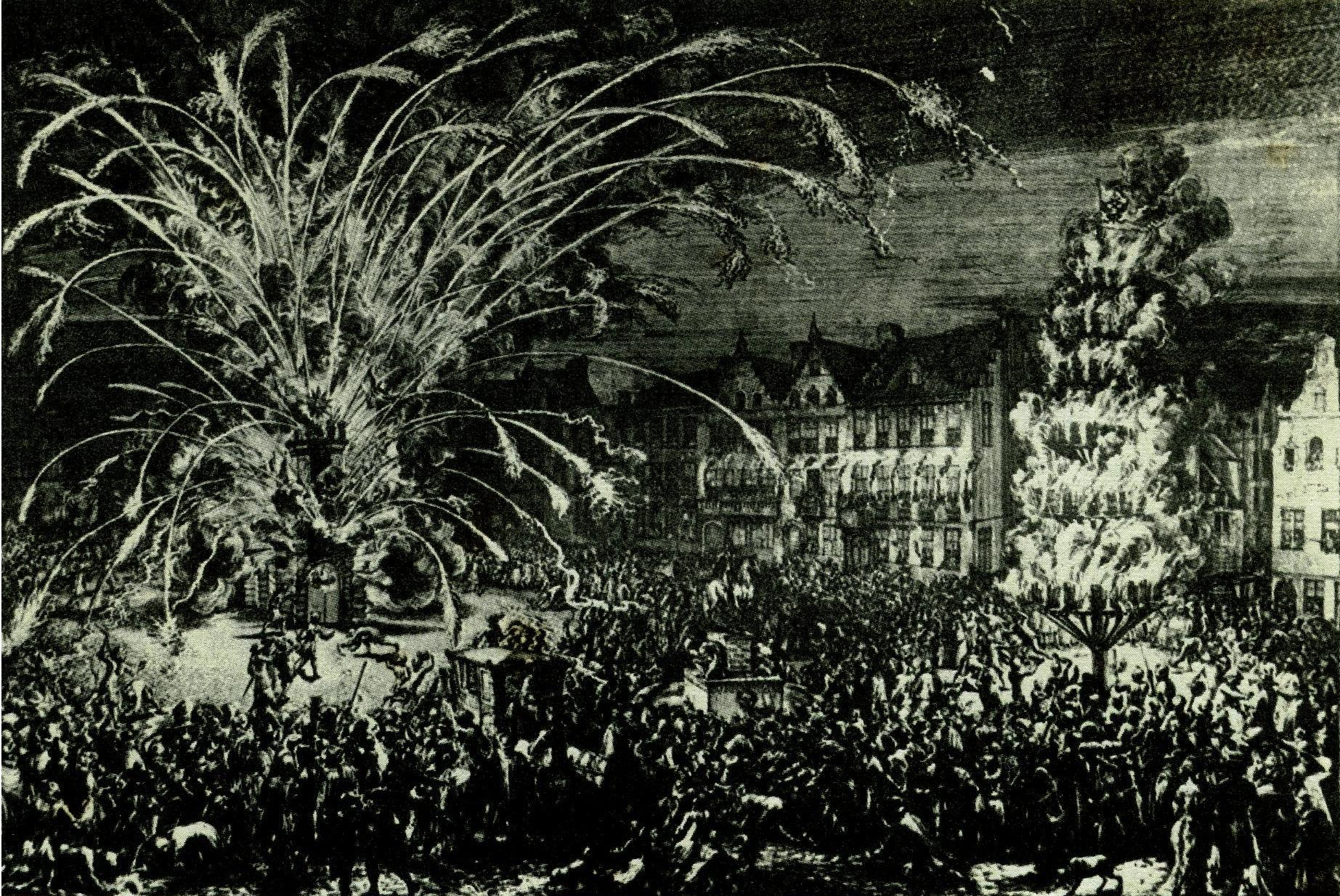
Vuurwerk in Brussel ter herdenking van de herovering van Boeda op de Turken in 1686

Op 7 juni begon een rijksleger van 65.000—100.000 man bestaande uit troepen uit Oostenrijk, Beieren, Brandenburg, Saksen, Zweden, en vrijwillegers uit Engeland, Frankrijk, Spanje en uit de Italiaanse staten, onder leiding van hertog Karel V van Lotharingen, Maximiliaan II Emanuel van Beieren en maarschalk James FitzJames, met de belegering van Boeda, en maakte zich al snel meester van de benedenstad. Vervolgens werden de stadsmuren bestormd, ondersteund door een hevig bombardement van de forten. Volgens ooggetuige Jacob Richards waren de verdedigers met niet meer dan 7.000, waarvan 3.000 Janitsaren, 1.000 ruiters, 1.000 Joden en ongeveer 2.000 inwoners, onder leiding van Abdi Pasja. Op 30 juni of 2 juli sloegen de verdedigers de eerste poging tot bestorming af, waarbij het rijksleger grote verliezen leed. Op 15 juli was er opnieuw een bestorming en na een hevige strijd, waarbij 3.000 rijkssoldaten stierven of gewond raakten, slaagden de aanvallers erin de eerste muur te veroveren. Daarna richtten ze zich op de tweede muur die al fel beschadigd was. Intussen arriveerden Ottomaanse hulptroepen onder leiding van grootvizier Sarı Suleiman Pasja. Die koos ervoor eerst het garnizoen te versterken in plaats van de belegeraars aan te vallen. Uiteindelijk stuurde Suleiman Pasja op 3 augustus 8.000 ruiters en 2.000 Janitsaren om de belegeraars vanuit de zijkant te omsingelen maar dit mislukte doordat de ruiters na een korte confrontatie snel vluchtten. Op 9 augustus werd hetzelfde plan opnieuw uitgevoerd met 2.000 Janitsaren en een groep ruiters. Ditmaal verrasten ze het rijksleger maar uiteindelijk werden ze verslagen en konden slechts 300 gewonde Janitsaren vluchten. Twee dagen later bestormde het rijksleger het kasteel en slaagde erin het te veroveren. Op 18 augustus voerde Suleiman Pasja nogmaals een aanval uit met 1.000 Janitsaren, 1.000 Sipahi's en 1.500 Tataren. Aanvankelijk was dat succesvol maar uiteindelijk werd het afgeslagen met zware verliezen. De hulptroepen van Suleiman Pasja geraakten gedemoraliseerd en trokken zich terug. Nu kon het rijksleger zich geheel richten op de bestorming van de stad. Op 22 augustus of 2 september, na een hevige strijd op de muren, waarbij het rijksleger 400 doden en 200 gewonden en de Ottomanen 3.000 doden en gewonden leden, inclusief Abdi Pasja die vechtend stierf, werd de witte vlag gehesen en gaven de verdedigers zich over. De verdedigers werden door het rijksleger gedood; slechts 2.000 van hen werden gevangengenomen.

### Lot van joden en moslims

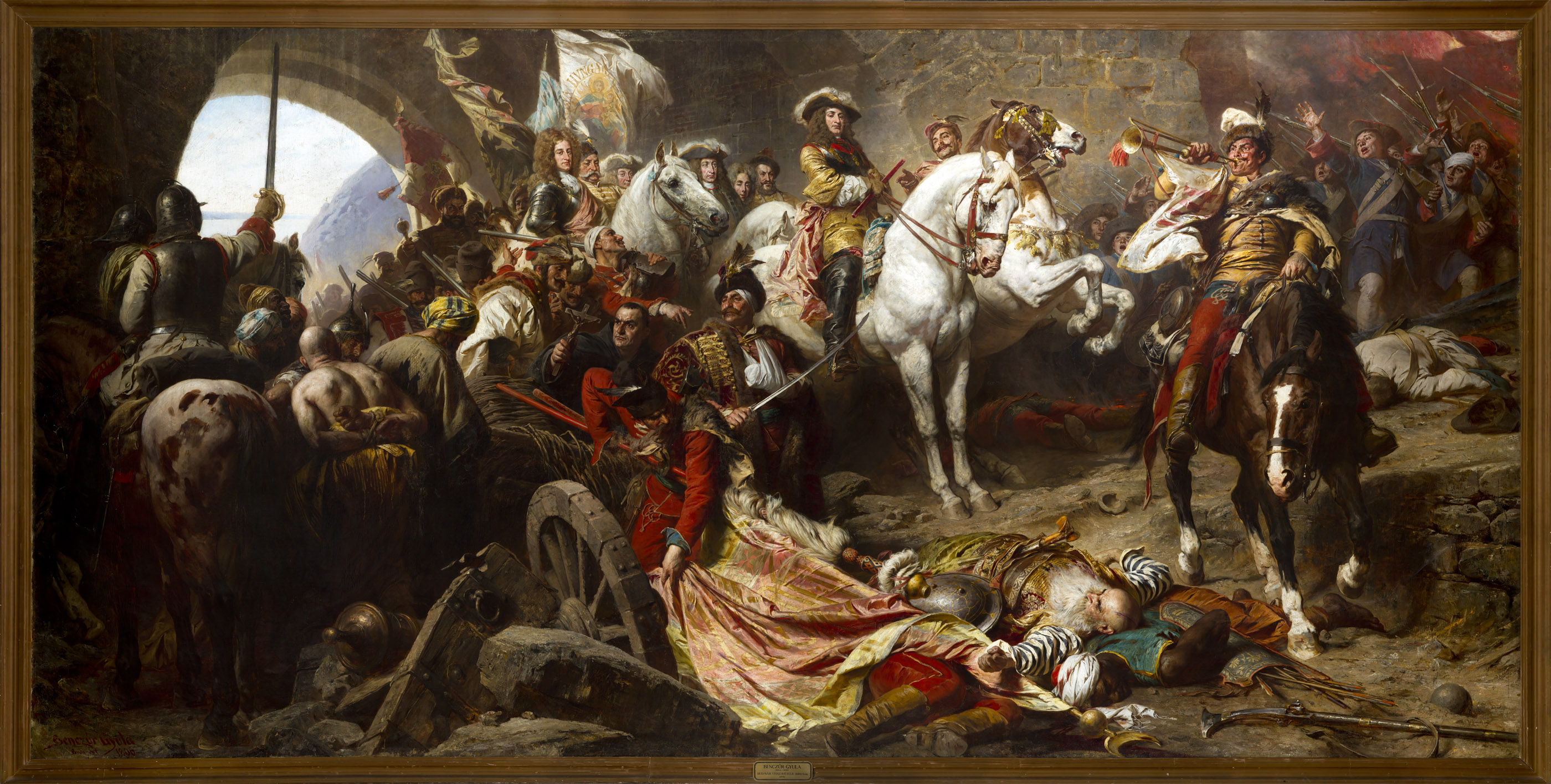
Herovering van het kasteel van Boeda in 1686 (door Gyula Benczúr, 1896). Olieverfschildering van de intocht van de christelijke troepen.

Voor de val van Boeda leefden er naar schatting 1.000 Joden in de stad. Hiervan werd meer dan de helft gedood door de veroveraars. Volgens ooggetuige Isaac Schulhof werden 72 Joden, die onderdak zochten in de synagoge, vermoord. Daarnaast verloor Schulhof ook zijn vrouw en zoon, zijn huis en al zijn andere bezittingen. Nog eens honderden werden langs de oevers van de Donau vermoord door dronken huurlingen. Honderden Joden en 6.000 moslims werden tot slaaf gemaakt.  
Veel Joodse gevangenen werden vrijgekocht door Samuel Oppenheimer, de bankier van de Habsburgse keizer, en anderen met geld dat ingezameld werd door Joodse gemeenschappen uit heel Europa.

## Nasleep
Met de val van Boeda kwam er een eind aan de 145 jaar lang durende Ottomaanse heerschappij over de stad.
Het rijksleger werd op 2 september versterkt door 8.000 hulptroepen, waarmee ze in de daaropvolgende maanden een groot deel van Ottomaans Hongarije innamen. Vanwege de belegering werd ook het middeleeuwse kasteel van Boeda verwoest.